# Cyrtosia canariensis
Cyrtosia canariensis is een vliegensoort uit de familie van de Mythicomyiidae. De wetenschappelijke naam van de soort is voor het eerst geldig gepubliceerd in 1958 door Frey.